# Le Comte de Monte-Cristo (film, 1961)
Pour les articles homonymes, voir Le Comte de Monte-Cristo (homonymie).
Pour plus de détails, voir Fiche technique et Distribution.
Le Comte de Monte-Cristo est un film franco-italien réalisé en deux époques par Claude Autant-Lara, sorti en 1961 :
1. La Trahison
2. La Vengeance

## Synopsis
Au début du XIXe siècle, à Marseille, Edmond Dantès est victime d'un complot ourdi par trois individus jaloux de son ascension sociale : le magistrat Henri de Villefort, l'officier Fernand de Morcerf et l'envieux marin Caderousse le dénoncent comme étant bonapartiste. Edmond Dantès est arrêté et condamné à être incarcéré dans la prison de l'île du Château d'If. Villefort devient procureur, Mortcerf se marie avec Mercédès dont il a brisé les fiançailles avec Dantès tandis que Caderousse, qui ne supportait pas de voir Dantès être prochainement promu capitaine de vaisseau, s'établit comme aubergiste. Au bout de dix-sept ans, Dantès parvient à communiquer avec l'abbé Faria, prisonnier d'une cellule voisine. Celui-ci lui apprend qu'un formidable trésor est caché dans l'île de Monte-Cristo. Les deux prisonniers décident de s'évader grâce à un ingénieux, mais risqué stratagème au cours duquel l'abbé Faria trouve la mort. Edmond Dantès parvient jusqu'à l'île de Monte-Cristo et, devenu immensément riche, fait son apparition dans la grande bourgeoisie parisienne sous le nom de comte de Monte-Cristo. Rien ne l'arrête, désormais, pour assouvir sa froide et implacable vengeance.

## Fiche technique
- Titre original : Le Comte de Monte-Cristo
- Réalisation : Claude Autant-Lara
- Assistant à la réalisation : Ghislaine Autant-Lara, Michel Pezin
- Scénario : Jean Halain d'après le roman d'Alexandre Dumas père, Le Comte de Monte-Cristo (1844)
- Dialogues : Jean Halain
- Décors : Max Douy
- Costumes : Rosine Delamare
- Photographie : Jacques Natteau, Jean Isnard
- Son : René-Christian Forget
- Montage : Madeleine Gug
- Musique : René Cloërec
- Bagarres réglées par Claude Carliez et son équipe
- Photographe de plateau : Yves Mirkine
- Production : René Modiano, Jean-Jacques Vital, Alain Poiré
- Sociétés de productions : Les Films Jean-Jacques Vital (France), Les Films René Modiano (France), Gaumont (France), Cineriz (Italie), Royal Film (Italie)
- Sociétés de distribution : Gaumont (France et étranger), Celia Films (étranger)
- Pays d'origine :  France,  Italie
- Langue originale : français
- Format : couleur (Technicolor) — 35 mm — 2,35:1 (Dyaliscope) — son monophonique (RCA Sound System)
- Genre : aventure, drame
- Durée : 180↔195[1] minutes (durée totale des deux époques)
- Date de sortie :
  - France : 6 décembre 1961
- (fr) Classification CNC : tous publics (visa d'exploitation no 24039 délivré le 5 décembre 1961)
- Affiche : Guy-Gérard Noël (France)

## Distribution
- Louis Jourdan : Edmond Dantès/Monte-Cristo
- Yvonne Furneaux (VF : Claude Chantal) : Mercédes
- Bernard Dhéran : Henri de Villefort
- Pierre Mondy : Caderousse
- Roldano Lupi : Morel
- Henri Vilbert : le père d'Edmond Dantès
- Franco Silva (VF : Roger Rudel) : Mario
- Henri Guisol : l'abbé Faria
- Jean-Claude Michel : Fernand de Morcerf
- Alain Féral : Benedetto
- Marie Mergey : Madame Léone Caderousse
- Claudine Coster : la princesse Haydée
- Yves Rénier : Albert de Morcerf
- Jean Martinelli : Vidocq
- Jean-Jacques Delbo : le capitaine du Pharaon
- José Squinquel : Noirtier
- Geymond Vital : Fouché
- Henri Arius : le menuisier, successeur du père Dantès
- Georges Lannes : le président du tribunal
- Paul Amiot : le président de la Chambre des pairs
- Marthe Marty : la mère de Mercédes
- Jacques Dynam : le geôlier du château d'If
- Chantal de Rieux : Madame de Villefort
- André Dalibert : le brigadier

## Tournage
- Période de prises de vue : 15 mai au 22 juillet 1961.
- Extérieurs : Villefranche-sur-Mer et Côte d'Azur (Alpes-Maritimes).